# 橫帶纓鬚鰍
橫帶纓鬚鰍為輻鰭魚綱鯉形目沙鰍科的其中一種，為熱帶淡水魚，分布於亞洲印尼蘇門答臘、婆羅洲及馬來亞淡水流域，體長可達21公分，棲息在底層水域，以甲殼類、昆蟲、蠕蟲等為食，生活習性不明，可做為觀賞魚。

## 扩展阅读
維基物種上的相關：橫帶纓鬚鰍